# Edvard Hagerup
 Der er for få eller ingen kildehenvisninger i denne artikel, hvilket er et problem. Du kan hjælpe ved at angive troværdige kilder til de påstande, som fremføres i artiklen.

Edvard Hagerup (født 9. september 1781 i Kristianssand, død 29. marts 1853 i Bergen) var en norsk embedsmand og politiker, søn af biskop Eiler Hagerup den yngre. 
Hagerup blev student 1797, cand. jur. 1802, assessor i Bergens overret 1810, 1822 amtmand i nordre, 1831 i søndre Bergenhus Amt og 1834—52 stiftamtmand i Bergen. 
Hagerup var 1. repræsentant for Bergens by allerede på det overordentlige Storting 1814, på hvilket han efter sine vælgeres bestemte pålæg stemte mod foreningen med Sverige, senere 1824, 1827 og 1828. 
Han valgtes på de to sidstnævnte til præsident i Lagtinget. 1836 afslog han at indtræde i regeringen. Af hans breve og dagbøger er uddrag trykte i samlingen Breve fra Danske og Norske (København 1876). 